# Северо-Западные провинции

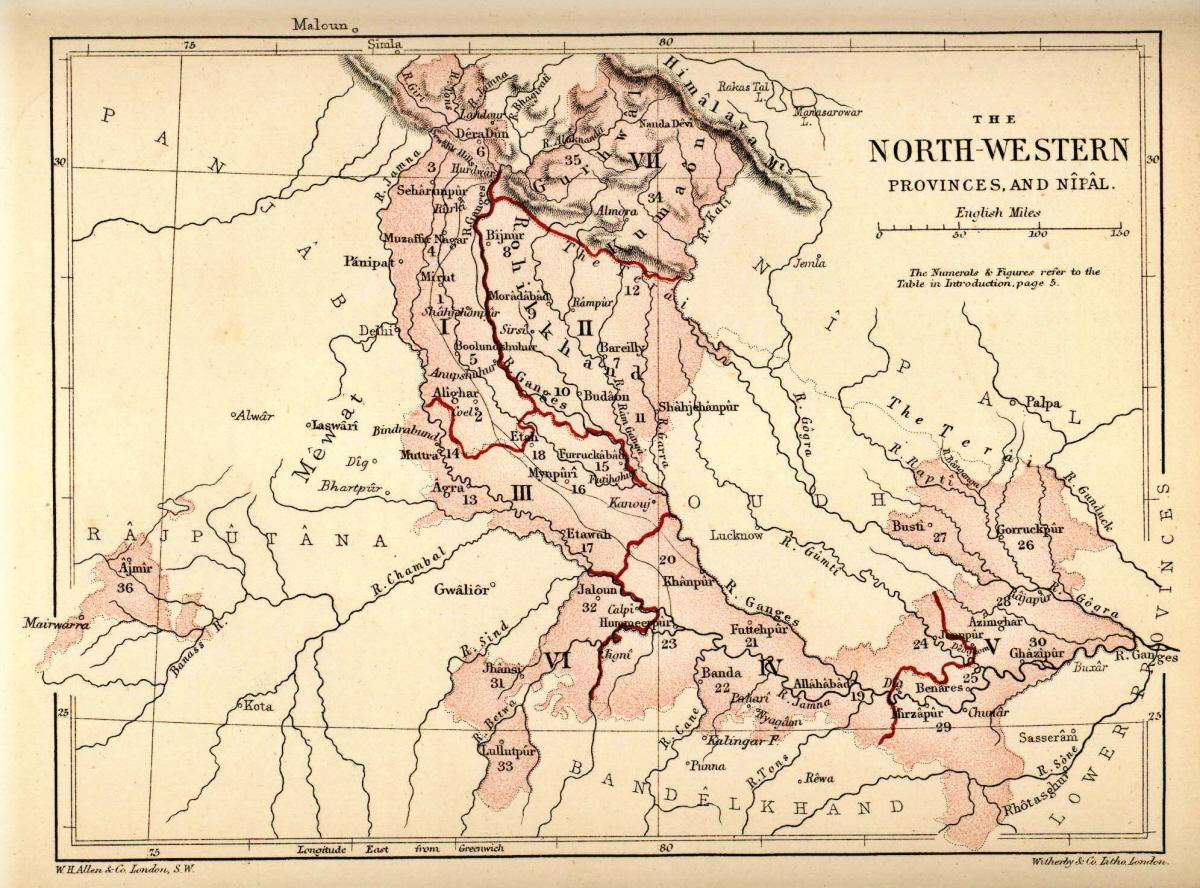
Северо-Западные провинции в 1880 году

Северо-Западные провинции (англ. North-Western Provinces) — административная единица в Британской Индии, сменившая Уступленные и завоёванные провинции и существовавшая в той либо иной форме с 1836 года по 1902 год, когда стал Провинцией Агры в составе Соединённых провинций Агры и Ауда.

## Территория
Территория Северо-Западных провинций включала в себя все области (англ. divisions) современного штата Уттар-Прадеш, за исключением области Лакхнау (англ. Lucknow Division), и область Файзабад Ауда. В число других регионов, входивших в разное время в состав провинций, входят территория Дели (1836—1858; затем стала частью Пенджабской провинции Британской Индии), Аджмер и Мервара (с 1832 и 1846 года соответственно и до 1871 года, когда они стали отдельной провинцией Британской Индии) и Территории Саугор и Нербудда (с 1853 до 1861 года, когда они были включены в Центральные провинции и Берар).

## Управление
Северо-Западные провинции возглавлялись лейтенант-губернатором, который назначался Британской Ост-Индской компанией с 1836 по 1858 год и британским правительством с 1858 по 1902 год.
В 1856 году, после присоединения Ауда, Северо-Западные провинции стали частью большей по размеру территории Северо-Западные провинции и Ауд. В 1902 году последняя была переименована в Соединённые провинции Агра и Ауд. В 1904 году регион был переименован в Провинцию Агра.